# Raimundo Blanco
Raimundo Blanco Toranzo (nacido el 1 de octubre de 1918 en Sevilla, España - fallecido el 28 de junio de 1984 en Sevilla, España) fue un futbolista español. Jugaba de delantero y su primer y único club fue el Sevilla FC. Fue uno de los miembros de la delantera "Stuka" que fue integrada por: José López, Guillermo Campanal, Rafael Berrocal y Pepillo. Raimundo fue el 5.º miembro. 

## Carrera
Comenzó su carrera en 1939 jugando para el Sevilla FC. Jugó para ese club hasta 1945, cuando se retiró definitivamente del fútbol. 

## Selección nacional
Ha sido internacional con la Selección de fútbol de España en 1942. 

## Delantera "Stuka"
Como ya dijimos anteriormente, Raimundo fue uno de los miembros de la famosa delantera "Stuka" del equipo sevillista.

## Fallecimiento
Falleció en su casa de Sevilla el 28 de junio de 1984 a la edad de 66 años.

## Clubes
| Club       | País   | Año       |
| ---------- | ------ | --------- |
| Sevilla FC | España | 1939-1945 |